# Varacieux
Varacieux és un municipi francès situat al departament de la Isèra i a la regió d'Alvèrnia-Roine-Alps. L'any 2007 tenia 764 habitants.

## Demografia

### Població
El 2007 la població de fet de Varacieux era de 764 persones. Hi havia 290 famílies de les quals 58 eren unipersonals (31 homes vivint sols i 27 dones vivint soles), 98 parelles sense fills, 118 parelles amb fills i 16 famílies monoparentals amb fills.
La població ha evolucionat segons el següent gràfic:
Habitants censats

### Habitatges
El 2007 hi havia 349 habitatges, 297 eren l'habitatge principal de la família, 27 eren segones residències i 25 estaven desocupats. 330 eren cases i 15 eren apartaments. Dels 297 habitatges principals, 261 estaven ocupats pels seus propietaris, 25 estaven llogats i ocupats pels llogaters i 12 estaven cedits a títol gratuït; 1 tenia una cambra, 7 en tenien dues, 25 en tenien tres, 70 en tenien quatre i 195 en tenien cinc o més. 231 habitatges disposaven pel capbaix d'una plaça de pàrquing. A 109 habitatges hi havia un automòbil i a 168 n'hi havia dos o més.

### Piràmide de població
La piràmide de població per edats i sexe el 2009 era:
| Homes | Edats   | Dones |
| ----- | ------- | ----- |
| 0     | 95 o +  | 0     |
| 0     | 90 a 94 | 0     |
| 8     | 85 a 89 | 4     |
| 4     | 80 a 84 | 0     |
| 8     | 75 a 79 | 16    |
| 28    | 70 a 74 | 24    |
| 12    | 65 a 69 | 24    |
| 16    | 60 a 64 | 20    |
| 16    | 55 a 59 | 20    |
| 20    | 50 a 54 | 16    |
| 24    | 45 a 49 | 20    |
| 20    | 40 a 44 | 16    |
| 24    | 35 a 39 | 24    |
| 32    | 30 a 34 | 28    |
| 8     | 25 a 29 | 16    |
| 12    | 20 a 24 | 4     |
| 28    | 15 a 19 | 24    |
| 16    | 10 a 14 | 16    |
| 8     | 5 a 9   | 36    |
| 12    | 0 a 4   | 16    |

## Economia
El 2007 la població en edat de treballar era de 465 persones, 346 eren actives i 119 eren inactives. De les 346 persones actives 331 estaven ocupades (174 homes i 157 dones) i 16 estaven aturades (8 homes i 8 dones). De les 119 persones inactives 48 estaven jubilades, 38 estaven estudiant i 33 estaven classificades com a «altres inactius».

### Ingressos
El 2009 a Varacieux hi havia 306 unitats fiscals que integraven 838,5 persones, la mediana anual d'ingressos fiscals per persona era de 16.873 €.

### Activitats econòmiques
Dels 31 establiments que hi havia el 2007, 2 eren d'empreses extractives, 1 d'una empresa alimentària, 6 d'empreses de fabricació d'altres productes industrials, 10 d'empreses de construcció, 4 d'empreses de comerç i reparació d'automòbils, 2 d'empreses de transport, 1 d'una empresa d'hostatgeria i restauració, 3 d'empreses de serveis i 2 d'empreses classificades com a «altres activitats de serveis».
Dels 11 establiments de servei als particulars que hi havia el 2009, 2 eren tallers de reparació d'automòbils i de material agrícola, 1 guixaire pintor, 2 fusteries, 2 electricistes, 2 empreses de construcció, 1 perruqueria i 1 restaurant.
L'únic establiment comercial que hi havia el 2009 era una botiga de menys de 120 m².
L'any 2000 a Varacieux hi havia 56 explotacions agrícoles que ocupaven un total de 560 hectàrees.

## Equipaments sanitaris i escolars
El 2009 hi havia una escola elemental.

## Poblacions properes
El següent diagrama mostra les poblacions més properes.